# René Pottier

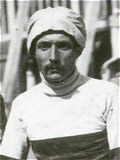
René Pottier

René Pottier (Moret-sur-Loing, 1879 - Levallois-Perret, 1907) foi um ciclista francês e vencedor do Tour de France em 1906 .
Em 25 de janeiro de 1907 ele cometeu suicídio por enforcamento, por razões amorosas. Foi erguida em sua memória uma estátua no topo da Ballon d'Alsace, na região da Alsácia.